# Mestosoma
Mestosoma är ett släkte av mångfotingar. Mestosoma ingår i familjen orangeridubbelfotingar.

## Dottertaxa tillMestosoma, i alfabetisk ordning[1]
- Mestosoma acollae
- Mestosoma alagoanum
- Mestosoma albipes
- Mestosoma alticola
- Mestosoma andresense
- Mestosoma araguanum
- Mestosoma bicolor
- Mestosoma boliviae
- Mestosoma borellii
- Mestosoma camerani
- Mestosoma carioca
- Mestosoma consocius
- Mestosoma contumnum
- Mestosoma contumum
- Mestosoma curitibense
- Mestosoma cuzconum
- Mestosoma derelictum
- Mestosoma differens
- Mestosoma digitale
- Mestosoma escaramucense
- Mestosoma ethophor
- Mestosoma ethophorina
- Mestosoma femorale
- Mestosoma flavius
- Mestosoma forsteri
- Mestosoma frater
- Mestosoma glabratum
- Mestosoma hoffmani
- Mestosoma huallagae
- Mestosoma hylaeicum
- Mestosoma ibitiense
- Mestosoma intermedium
- Mestosoma isthmianum
- Mestosoma kalliston
- Mestosoma laetum
- Mestosoma laterale
- Mestosoma llaguenicum
- Mestosoma luctuosum
- Mestosoma lugubre
- Mestosoma maquisi
- Mestosoma marthae
- Mestosoma mediatum
- Mestosoma mesorphinum
- Mestosoma mesoxanthum
- Mestosoma mixtum
- Mestosoma moorei
- Mestosoma myrmekurum
- Mestosoma orobium
- Mestosoma palmatum
- Mestosoma palustre
- Mestosoma peraccae
- Mestosoma perfidum
- Mestosoma pirassunungense
- Mestosoma pseudomorphum
- Mestosoma pulvillatum
- Mestosoma punae
- Mestosoma rayanum
- Mestosoma schindleri
- Mestosoma semirugosum
- Mestosoma shuaro
- Mestosoma spinulosa
- Mestosoma taulisense
- Mestosoma titicacaense
- Mestosoma truncatum
- Mestosoma yamango